# Eriogyna luctifera
Eriogyna luctifera är en fjärilsart som beskrevs av Jordan 1911. Eriogyna luctifera ingår i släktet Eriogyna och familjen påfågelsspinnare. Inga underarter finns listade i Catalogue of Life.